# Andriej Purgin
Andriej Jewgieniewicz Purgin (ros. Андрей Евгеньевич Пургин, ukr. Андрій Євгенович Пургин; ur. 26 stycznia 1972 w Marjince) – ukraiński polityk, działacz społeczny i separatysta, przewodniczący parlamentu nieuznawanej międzynarodowo Donieckiej Republiki Ludowej od 18 listopada 2014 do 4 września 2015, a także jej wicepremier od 16 maja do 4 listopada 2014.

## Życiorys
W 1989 rozpoczął studia z zakresu automatyki i telemechaniki na Donieckiej Politechnice Państwowej. Od lat 90. podejmował około kilkudziesięciu różnych prac, m.in. w cyrku, organizacjach pozarządowych i w handlu. W lutym 2005 rozstawił miasteczko namiotowe w centrum Doniecka, zlikwidowane przez policję 1 marca. Wygłosił wówczas 12 postulatów, w tym żądanie autonomii i uznanie rosyjskiego za drugi język urzędowy. W grudniu 2005 był współzałożycielem partii Doniecka Republika, domagającej się autonomii dla regionu w granicach zbliżonych do Doniecko-Krzyworoskiej Republiki Radzieckiej. W 2007 partię zdelegalizowano.
Zimą 2013 sprzeciwiał się wystąpieniom Euromajdanu. Wiosną 2014 zaangażował się w wystąpienia separatystyczne w Donbasie. 19 marca 2014 schwytany przez służby specjalne Ukrainy, 22 marca jednak zbiegł. Od 19 kwietnia ścigany listem gończym. W ramach Donieckiej Republiki Ludowej 16 maja objął funkcję pierwszego wicepremiera, a 16 listopada także przewodniczącego parlamentu (Sowietu Ludowego) z ramienia partii Doniecka Republika. 20 czerwca objęty sankcją zakazu wjazdu na teren Stanów Zjednoczonych.
4 września 2015 podczas powrotu z Rosji został zatrzymany na granicy razem z sekretarzem Sowietu Aleksiejem Aleksandrowem, a następnie aresztowany na 4 dni. Zmuszony do rezygnacji, przekazał władzę nad parlamentem Dienisowi Puszylinowi. Jego odwołanie mogło mieć związek z kontestowaniem ustaleń konferencji pokojowej Mińsk II. Zapowiedział stworzenie nowej organizacji separatystycznej. 6 lutego 2017 wygaszono jego mandat parlamentarny, oficjalnie ze względu na nieobecność podczas jesiennej sesji parlamentu.